# Taichi Jagami
Taichi "Tai" Jagami (japanski: 八神 太一  = Taichi Yagami), u engleskoj verziji znan kao Taichi "Tai" Kamija, je fiktivni lik iz Digimon franšize koji se pojavljuje u prvoj i drugoj sezoni, te u mangi Digimon Adventure V-Tamer 01.
Tai je prikazan kao hrabar, pustolovan, optimističan, ali i tvrdoglav i poprilično naivan u određenim situacijama. Na glavi, uz plavu traku, nosi i par naočala, što će s vremenom postati glavna odlika predvodnika Izabrane djece. Tai je ujedno i Karin stariji brat.
Kao predvodnik, Tai se često djeluje nepromišljeno i svojeglavo, ne razmišljajući o mogućim posljedicama (u mangi je doduše malo veći planer). Upravo ga ta njegova tvrdoglavost sprečava u postizanju dogovora i planova s prijateljima. Takvo ga je ponašanje često dovelo u sukobe s Mattom i Sorom, ali i s njegovim vlastitim partnerom, Agumonom, koji mu je unatoč svemu iznimno lojalan. Ali, s druge strane, upravo ga je ta njegova upornost i hrabrost tjerala naprijed i omogućila mu da spasi svoje prijatelje i obitelj od sigurne propasti. Nosioc je Simbola Hrabrosti.
U Japanu mu je glas posudio Toshiko Fujita, u Njemačkoj Florian Knorrn, a u SAD-u Joshua Seth i, u 4. filmu, Jason Spisak.

## PreludijDigimon Adventureu
Tijekom radnje filma Digimon Adventure saznajemo kako su Tai i njegova sestra iznenada dobili Digi-jaje iz kojeg se nakon nekog vremena izlegao Botamon. Tai i Kari su se brinuli o njemu te se on s vremenom razvio u Koromona i na koncu u Agumona. Treba naglasiti kako ovaj Agumon nije onaj isti kojeg će Tai dobiti za partnera tijekom prve sezone. Kada se u stvarno svijetu pojavio Parrotmon, Agumon je podivljao i krenuo u borbu s njim koja je rezultirala njegovom Digivolucijom u Greymona i borbom s Parrotmonom. Nakon te borbe, i Greymon i Parrotmon su vraćeni natrag u Digitalni svijet. Tijekom prve sezone animea također saznajemo o jednoj anegdoti iz njegova djetinjstva.
Kada je Tai imao otprilike 4 ili 5 godina, Kari je bolovala od pneumonije, a on je bio zadužen za njezinu brigu. No, on ju je jednog dana, mislivši da je bolje, izveo vani da igra s njim nogomet. Tijekom te je igre Kari izgubila svijest, te je pod hitno morala u bolnicu na njegu. Njegova je majka bila toliko ljuta na njega da mu je, zbog neodgovornosti, pred svima u bolnici opalila pljusku i tako ga rasplakala. Ovu anegdotu saznajemo tijekom epizode u Digitalnom svijetu u kojem se Kari ponovo razboli, a Tai odlazi s Izzyjem kako bi joj pronašao lijek. Ovog se događaja prisjeća uz velike poteškoće jer je to uvelike utjecalo na njega.

## Digimon Adventure
Tai je pustolvno nastrojeni vođa skupine i uvijek je spreman za nekakve aktivnosti, neovisno o tome koliko one bile opasne. Njegov aktivni stav i konstantna tvrdoglavost i brzopletost često su ga dovodile u probleme i sukobe s drugim članovima (kao Matt ili Sora). Na samom početku, Tai je, zajedno s još 6 djece, u ljetnom kampu. Iznenada počne padati snijeg i na nebu se pojavljuje polarna svjetlost, a s neba pada 7 misterioznih uređaja, za koje se kasije ispoatavlja da su Digivicei. Tada se na brdu pojavi veliki vodeni val koji ususa sedmero djece i odvodi ih u novi svijet, u Digitalni svijet.
U novom se svijetu Tai budi i na svom trbuhu nalazi Koromona koji ga veselo gleda. Tai pošizi i počinje bježati, ne sjetivši se kako se već prije susreo s jednim Koromonom. Uskoro se pak Tai smiri i započinje normalan odnos s Koromonom. Nakon što susretnu Izzyja i Motimona, Tai se popenje na drvo kako bi proučio gdje su. Tada shvati kako su u sasvim novom, nepoznatom kraju. Dok obavlja izvidnicu, Tai uoči velikog crvenog insekta kako leti uokolo. Taj insekt, Digimon po imenu Kuwagamon, uskoro napada Taija i samo ga Koromonov napad mjehurićima spasi od pogibelji. U bijegu od Kuwagamona, djeca se nađu na litici koja vodi u provaliju na čijem je dnu rijeka. U takvoj bezizlaznoj situaciji napada ih Kuwagamon, no partneri djece digivoluirao na Rookie level i tako uspiju poraziti Kuwagamona. No, kako je Kuwagamon bio na Champion levelu, ni to nije bilo dovoljno i ovaj se vraća i razbija liticu, bacajući djecu u provaliju, ali i sam padajući u nju. Djecu je spasio Joeyjev partner Gomamon koji ih je svojim napadom marširajućim ribama spasio od utapanja. Djeca tada nastave svoj put kroz Digitalni svijet i nailaze na plažu.
Na plaži ugledaju niz telefonskih govornica i, sretni i zadovoljni, pokušavaju telefonirati svojim roditeljima. No, svaki put kada nazovu broj javi im se poprilično iritantna govorna pošta i govori kako se kontakt ne može uspostaviti. Razočarani, odluče se odmoriti i nešto pojesti. Kako nisu imali neograničene količine hrane, morali su dijeliti. Digimoni su odustali od svojih obroka, tvrdeći kako se oni lako mogu snaći u prirodi. No, dok je ostatak grupe dijelio, Tai je uzeo dio hrane i s Agumonom, na opće nezadovoljstvo ostalih, počeo jesti svoj dio. Moguću svađu prekinuo je poziv u pomoć koji je dolazi iz mora. Gomamon, kako je jedini koji bez problema može plivati, odlazi vidjeti tko se skriva pod kolutom za spašavanje. No, ubrzo se ispostavi kako je to sve bila zamka. Shellmon, Digimon na Champion levelu koji ima kontrolu nad plažom, napadne djecu i njihove Digimone kako bi ih otjerao sa svoga teritorija. Digimoni krenu u napad, no zbog gladi nemaju snage i ne predstavljaju Shellmonu nikakav problem. Agumon, koji je jedini jeo, krene u borbu sa Shellmonom, no kako je Shellmon na višem levelu, ni Agumon mu ne predstavlja veliki problem. Tada se borbi priključuje Tai, no Shellmon ga svlada bez ikakve muke i počne ga gniječiti svojom rukom. Agumon, vidjevši kako je Tai u smrtnoj opasnosti, Digivoluira na svoj Champion level i postaje Greymon. Greymon bez većih problema pobjeđuje Shellmona i šalje ga natrag u more. Tada je ponovo de-Digivoluirao u Agumona, što je djeci bilo čudno. Agumon je tada objasnio kako nema dovoljno energije kako bi se zadržao na Champion levelu. Djeca tada napuštaju plažu kako bi izbjegli ponovni susret sa Shellmonom.
Kroz sljedećih par epizoda, Tai preuzima titulu neslužbenog vođe grupe. Iako nema toliko značajnu ulogu kao u epizodi sa Shellmonom, značajno sudjeluje u radnji. Nakon plaže, djeca i njihovi Digimoni vrlo brzo dolaze do jednog malog jezera gdje, usred ničega, pronalaze tramvaj koji, naravno, nije u funkciji. Kako ga nisu mogli pokrenuti, odlučili su ga iskorisiti kao prenočište, ali jedan bi par držao stražu. Prvi par bili su Tai i Agumon. Na tom malenom poluotoku usred jezera, Tai je slučajno ugazio, a Agumon kasnije bacio komad užarenog drveta na rep Champion Digimona Seadramona, koji je obitavao u ovom jezeru. Kasnije je djecu spasio Gabumon, koji je, kada je vidio Matta u opasnosti, digivoluirao u Garurumona i porazio Seadramona. Prilikom susreta s Meramonom, Tai pomaže Yokomonima da se sakriju u brod, dok je tijekom epizode u Tvornici odgovran, istovremeno, i za Andromonovo oslobađanje, ali i za činjenicu da je u njegovu nogu ugrađen Crni zupčanik. Tijekom susreta s Monzaemonom, Tai pada pod utjecaj njegova napada i postaje igračka igračkama u njegovom gradu.
Po dolasku do Brda beskraja, izbija prvi sukob između Taija i Matta i to oko odlaska na Brdo. Dok se Tai zalaže da je odlazak na Brdo jer smatra da je bolje istražiti cijeli otok, Matt je strogo protiv toga jer smatra da je previše opasno. Nakon dosta glasne svađe, grupa odluči prespavati i odluku donijeti tijekom jutra. No, tijekom noći, Joey i Gomamon odlaze na Brdo kako bi sami istražili, no tu se sukobljavaju s Unimonom, koji je pod utjecajem zupčanika. Nakon što sve izgleda izgubljeno, u pomoć mu dolaze Tai i Greymon, te Sora i Birdramon. Nakon što je Ikkakumon oslobodio Unimona utjecaja zupčanika, grupa se okupila na Brdu i odlučila kako će se popeti do vrha. No, prije samog puta, napadnu ih Leomon i Ogremon, inače ljuti neprijatelji, no ujedinjene snage Champion Digimona uspijevaju zaustaviti napad dvojice Digimona, nakon čega oni naglo nestanu. Tai također, nakon što je s Brda proučio otok, nacrta kartu otoka, koja je bila nevjerojatno loša, a koja je izgorila u vatri koju je izazvao Agumonov napad Malog plamena.
Uskoro se popnu na vrh Brda i pronalaze predivnu, ali napuštenu vilu. Nakon što uđu i otkriju hranu, kupku i uređene sobe, odluče se smjestiti u vili. Također, na samom su ulazu uočili predivnu sliku anđela koja se nalazila u predvorju. Nakon večere i kupke, otišli su na počinak. No, usred noći, Agumon je morao na zahod i prisilio Taija da ga otprati jer se bojao mraka. Dok je Agumon obavljao nuždu, Ogremon, koji je bio u zahodu do, nije mogao izdržati smrad, te je tako otkrio svoju prisutnost. Tai i Agumon digli su uzbunu, no bilo je prekasno. Iz slike anđela u predvorju izašao je vrag, za kojeg se ispostavilo da je zli Champion level Digimon po imenu Devimon. Predivna vila pretvorila se u ruinu, a Devimon, koji je bio odgovoran za sav kaos na otoku, objasnio im je kako je sve to bila iluzija. Njihovi su kreveti poletjeli zrakom, a Devimon je odlučio pobiti ih jednog po jednog. Prva meta bili su upravo Tai i Agumon, a Devimon je na njih poslao Leomona. No, upravo u trenutku kada je Leomon zamahnuo svojim mačem, Taiju je ispao Digivice, a svjetlost koja je počela sjati iz njega, oslobodila je Leomona Devimonova utjecaja. Leomon je tada omeo Ogremona i Devimona i pomogao djeci da se spase. No, bijesni Devimon je tada razlomio otok na nekoliko dijelova i na taj način razdvojio djecu u nakani da ih oslabi i sebi osigura sigurnu pobjedu. Sva su djeca, na svojim krevetima, završila na različitom dijelu otoka.
Tai je s Agumonom završio na ledenom dijelu otoka gdje im je neugodnu dobrodošlicu pripremio Frigimon, inače miroljubiv Digimon, koji je bio pod utjecajem Devimonovog zupčanika. Nakon što ga Agumon porazi i oslobodi utjecaja zupčanika, ovaj im kaže kako je vidio Gabumona s još jednim djetetom na drugom otoku. Kako Agumon i Tai nisu nikako mogli do otoka, Frigimon se ponudio kao pripomoć tako što je svojim napadom napravio ledeni put između dva otoka. Kada dođu na otok, Frigimon odlazi potražiti lijekova i nešto hrane, dok se Tai i Agumon odluče potražiti Matta. Nakon što ga nađu, vrlo brzo izbije sukob između njih dvojice. Dok Matt tvrdi da prvo moraju potražiti ostale, Tai se zalaže da prvo dođu do glavnog dijela otoka i poraze Devimona. Nakon što se ne uspiju složiti, izbije fizički sukob između njih dvojice, prvi u dosadašnjem tijeku njihove pustolovine. Tučnjava je završila tako da su se njih dvojica u snijegu otkotrljali do ruba litice i pali, no spasili su ih njihovi Digimoni. No, tada se iznenada pojavio Mojyamon, također miroljubivi Digimon, koji ih napada i svojim napadom uništava liticu, uzrokujući tako njihov pad s velike visine. Na njihovu sreću, dolje je taman prolazio Frigimon, te su oni u padu, pali na njega. Iako se isprva naljutio, kada su mu objasnili uzrok pada, odlučio im je pomoći u borbi s Mojyamonom. Kada sam nije uspio, Agumon i Gabumon su digivoluirali u Greymona i Garurumona i bez većih problema porazili Mojyamona, koji je također bio pod utjecajem zupčanika. Kada su napali Mojyamona, on se odbio o stijene i uzrokovao da se razbiju. Tako se otkrilo da su stijene zapravo izgrađene od niza crnih zupčanika. Garurumon je napao zupčanike kako bi ih zaustavio ili uništio, no oni su se počeli vrtiti u suprotnom smjeru, što je uzrokovalo da se dio otoka, koji se isprva udaljavao od glavnog dijela, počinje vraćati natrag.
Nakon ovog događaja, saznajemo kako su se proveli ostali članovi, a prvo ujedinjenje razjedinjene grupe događa se u Gradu vječnog početka gdje T.K.-ja, Patamona i Elecmona napada Leomon, ojačan velkim brojem Crnih zupčanika koje je Devimon implantirao u njega. Ubrzo im u pomoć dolaze Tai, Matt, te Greymon i Garurumon, a konačni udarac Leomonu zadaje ostatak djece koji su također došli do Grada. Leomon je konačno oslobođen Devimonovog utjecaja, ispričava se djeci i odluči im pomoći u borbi s Devimonom.
Djeca i Leomon ponovo krenu prema Brdu beskraja, no prije nego što su došli do same polovice puta, s vrha se spustio Devimon, ali mnogo veći i opasniji nego kod njihovog prvog susreta. Svi Digimoni Digivoluiraju, no čak ni njihove ujedinjene snage nisu dovoljne kako bi porazile tada divovskog Devimona. Nakon što je dotukao sve Digimone, krenuo je na ubilački pohod, a T.K. mu je bio prva meta. Tada se dogodilo jedno od mnogih čuda koja su pratila djecu tijekom njihove pustolovine. Kada je uhvatio Patamona umjesto T.K.-ja, iz Devimonove šake počela je sjajiti intenzivna svjetlost i dogodila nova Digivolucija. Patamon je Digivoluirao u Angemona i uspio poraziti Devimona, no cijena toga bio je njegov vlastiti život, te se on pretvorio ponovo u Digi-jaje. Nakon pobjede nad Devimonom, djeci se obratio misteriozni starac, Gennai, koji im je objasnio kako je ovo tek bio prvi dio njihova puta, te kako se njihova pustolovina nastavlja na Kontinentu Server gdje ih čeka novi neprijatelj. Nakon održanog sastanka i prospavane noći, djeca odluče nastaviti pustolovinu i, uz pomoć svih Digimona koje su do tada susreli, izgrade veliki splav kojim kreću prema kontinentu.
Tijekom plovidbe prema kontinentu, nailaze na Whamona, inače dobročudnog Digimona na Ultra levelu, koji ih pojede. Kada dođu u njegov želudac, Whamon počinje izlučivati kiselinu, no djeca tada primijete kako je i Whamon pod utjecajem jednog zaostalog zupčanika, te ga unište. Nakon toga, Whamon im se ispriča i ponudi im prijevoz do kontinenta. Dok im ovaj pruža prijevoz, djeca pitaju Whamona zna li nešto o nekakvim Simbolima, stvarčicama koje im je spomenuo Gennai. Whamon im kaže kako zna da je Devimon prije nekog vremena u jednoj podzemnoj pećini sakrio nekakve predmete, te ih odvodi tamo. Tamo ih dočeka Drimogemon, a nakon što ga oslobode od utjecaja zupčanika, djeca uzimaju amulete za Simbole koje je Devimon tamo skrio.
Ubrzo ih Whamon dovodi do Kontinenta, a djeca odlaze u selo Koromona, koje je Agumon, kao napredni stadij Koromona, nanjušio odmah po dolasku. No, u selu ih dočekaju Pagumoni, mali zli Digimoni koji ih, ipak, dočekaju prikladno i ponude im hranu i smještaj. No, kada sutradan ujutro nestane Tokomon, kojeg su Pagumoni oteli jer je Digivoluirao, djeca počinju još ozbiljnij sumnjati u Pagumone. Kreću u potragu za Tokomonom, a Agumon dolazi do vodopada gdje pronalazi Tokomona i Koromone. No, tada se pojavljuju dva Gazimona koja ne dozvoljavaju Agumonu da ode. Kako je brojčano inferioran, Agumon svojim napadom gađa vodopad i tako proizvede dimne signale koje primijeti Tai. Djeca ubrzo dolaze do vodopada, razotkrivaju varku Pagumona i oslobađaju Agumona, Tokomona i Koromone. No, tada se, koristeću svoju Crnu mrežu, ukazuje Etemon, njihov novi neprijatelj. On iskoristi svoj napad kako bi onesposobio djecu i njihove Digimone, no upravo kada on sa svojim napadom Crnom mrežom kreče u destruktivni pohod, djeca se snalaze i bježe unutar siplje u vodopadu. No, naiđu na prepreku. Kameni zid koji im ne dozvoljava prolaz, ali na tom kamenom zidu urezan je čudan simbol. Iznenada, Taijev amulet počinje svijetiliti narančastom bojom, kao i kameni zid. Kameni zid se počinje smanjivati i naglo se pretvori u omaleni Simbol, pločicu narančaste boje, te se spoji s Taijevim amuletom. Tako je prvi od Izabrane djece dobio svoj Simbol, a djeca su iskoristila novonastali put kako bi pobjegli od Etemona.
Ubrzo nakon bijega, Tai si u glavu stavlja ideju kako njegov Agumon mora biti zaštitnik svima jer je on prvi koji je dobio Simbol. Natrpa Agumona hranom, želeći mu osigurati energiju za Digivoluciju. Ubrzo djeca dolaze do koloseuma sličnog onom rimskom. No, ovaj koloseum ima nogometno igralište i veliki ekran, što je poprilično začudilo djecu. Oni odluče odigrati jednu partiju nogometa, no Tai bijesno šutne loptu upozorivši ih kako nema vremena za igru. Tada se na velikom ekranu ukaže Etemon, a djeca, izuzev Agumona (koji je zbog prevelike količine hrane prespor), pobjegnu u jedan gol, koji se pak spusti i zarobi ih. Mreža je elektirčna, čime je onemogućen bijeg djeci. Tada Etemon u koloseum dovodi Greymona, divljeg Greymona kojeg je stavio pod svoju kontrolu, te mu naređuje da ubije djecu. Taijev Agumon tada Digivoluira u Greymona i dođe do borbe, u kojoj Etemonov Greymon bez većih problema svladava Taijevog. Joey je u međuvremenu otkrio kako je pod na kojem stoje zapravo njegov Simbol. Kao i kod Taija, velika se kamena ploča smanjila i pretvorila u Simbol, a djeca su iskoritila podzemni prolaz za bijeg. Taijev Greymon još uvijek gubi svoju borbu, a tada se u borbu uključuje Tai, kako bi došao u opasnost, što bi uzrokovalo da njegov Greymon Digivoluira na Ultra level. Uz konstantni pritisak i činjenicu da je njegov partner u opasnosti, Greymon je ipak Digivoluirao. Ali, ta Digivolucija nije bila pravilna, zbog čega je od Greymona nastao zli SkullGreymon, Digimon na Ultra levelu. On bez problema pobjeđuje Etemonovog Greymona, no uz to demolira i pola koloseuma, ne obazirući se koga napada. Nakon što je izgubio energiju, de-Digivoluirao je ponovo u Koromona, ostavivši Taija u velikom šoku i u stanju u kojem je morao preispitati svoje motive i načela.
Tijekom susreta s Kokatorimonom, Tai i Joey bivaju zarobljeni dok su se kupali, a njihove Digimone skameni Kokatorimon sa svojim napadom. Njih dvojicu, ali i ostale, spasile su na koncu Sora i Mimi, koje su jedine uspjele pobjeći Kokatorimonu. Nakon ove dogodivštine, djeca nastavljaju svoj put po pustinji, no iznenada ih napadne Kuwagamon, ali puno moćniji i snažniji od onoga s Otoka File. Nakon što Tai pokazuje očit strah prilikom Digivolucije (zbog incidenta sa SkullGreymonom), na scenu stupa Piximon, omaleni Digimon na Ultra levelu koji bez problema svlada Kuwagamona i odvodi djecu sa sobom u svoj dvorac. Tamo im svima zakaže trening i daje im teške zadatke (npr. čišćenje), dok Taiju i Agumonu daje poseban zadatak. Taj zadatak sastoji se od Taijeve samospoznaje, te gubljenja straha od Digivolucije. Iako naizgled jednostavan, trening je iznimno kompliciran, a njegove posljedice nisu fizička, već psihička sprema Taija i njegovog partnera. Dok Tai i Agumon odrađuju svoj trening, Izzy i Matt pronalaze svoje Simbole, ali, dok su izašli iz Piximonove začarane zone kako bi došli do bunara u kojem se nalaze Simboli, otkrio ih je Etemon i poslao svog Tyrannomona kako bi ih uhvatio. Tyrannomon uspijeva probiti barijeru i napada djecu, koje brani Piximon, no on me može izdržati sve Tyrannomonove napade, zbog čega se oslanja na Taija. Tai je, u međuvremenu, položio svoj ispit i vratio se natrag kako bi pomogao svojim prijateljima. Agumon Digivoluira u Greymona i bez problema pobjeđuje Tyrannomona.
Nastavljajući svoj put kroz pustinju, djeca dobiju poruku misterioznog Digimona koji tvrdi da zna gdje je Sorin Simbol (jer je ona jedina u tom trenutku bila bez Simbola; T.K. je svoj pronašao u jednom kanjonu), ali da bi im ga dao, zahtijeva njihovu pomoć. Izzy uspije stvoriti mapu Digitalnog svijeta i stvoriti put do piramide u kojoj se nalazi misteriozni Digimon. Izzy, u međuvremeu, otkriva kako su svi oni dio nekakvog računalnog programa, te kako su zapravo sastavljeni od podataka, što Taiju da je dodatno samopouzdanje. Djeca se podjele u dvije skupine, a ona predvođena Taijem ulazi u piramidu kako bi potražila misterioznog Digimona. Pronalaze Datamona, sićušnog Digimona na Ultra levelu koji kontrolira Etemonovu mrežu, ali ga je ovaj zarobio u piramidu. Kada ga oslobode, pojavi se Etemon, a druga grupa dolazi u pomoć. Datamon, u međuvremenu, otima Soru i Biyomona, govoreći djeci kako su iznimno naivna i kako ih je samo iskoritio kako bi se oslobodio. Tai, Izzy i Joey prate Datamona, no kada ovaj misteriozno nestane kroz ogradu, zastanu. Kada Tai samouvjereno želi proći elektrificiranu ogradu s tajnim, ali nevidljivim, prolazom, Izzy ga upozorava kako mora biti oprezan jer, unatoč tome što su sastavljeni od podataka, ako umru u Digitalnom svijetu, umiru i u stvarnom svijetu. Tai se tada prene, izgubivši svoju hrabrost, a druga skupina, predvođena Mattom spašava njega i ostale od Etemonova napada. Djeca tada odlaže u skrovište unutar sfinge gdje odlučuju kako spasiti Soru.
Tai se ispričava i svečano obećaje kako će spasiti Soru. Izzy otkrije kako je Datamon još uvijek u piramidi, ali u posebnoj podzemnoj piramidi koja se najstvlja na nadzemnu. Djeca smisle plan i naprave diverziju, dok Tai i Izzy ulaze u piramidu i dolaze ponovo do elektificirane ograde. Tai, iako se ispočetka koleba, skupi hrabrosti i uspije pronaći tajni prolaz, te tako dolazi do Datamona. Datamon je napravio Sorinu kopiju i planira iskoristiti Biymonoa, Sorin Digivice i njzin Simbol kako bi kontrolirao Biymona na Ultra levelu i porazio Etemona. Dolazi Etemon, a Tai uspijeva osloboditi Soru. Datamon je poražen, njegov klon uništen, ali on ne odustaje. Aktivira posebni mehanizam koji uništava pod prostorije i sve u njoj šalje u Mračnu zonu. Etemon se pokušava spasiti, ali Datamon ga povlači u zonu zajedno sa sobom. U međuvremenu, Tai, Sora i Izzy bježe iz piramide, koja se uruši. No, tada se odjednom pojavljuje velika crna kugla, odnosno Mračna zona, s Etemonom na vrhu. Objašnjava kako se uspio spasiti i povećati svoju snagu koristeći energiju Mračne zone. Digimoni djece su bespomoćni, no tada Tai kreće s Greymonom kako bi sam porazio Etemona. Tada se, pomoću Taijeve hrabrosti, aktivira njegov Simbol i Greymon napravi pravilnu Ultra Digivoluciju u MetalGreymona. Etemon podcijeni MetalGreymona, no ovaj svojim napadom uspije podogiti Mračnu zonu, što uzrokuje Etemonov pad. Ali, dolazi do poremećaja vremena i prostora, te Tai i MetalGreymon bivaju usisani u novonastali portal. Po izlasku iz portala Tai i Kormon nađu se u stvarnom svijetu, u Tokiju.
Tai i Koromon ne mogu vjerovati da se nalaze u stvarnom svijetu. Iako je Tai presretan, Koromon ne pokazuje istu razinu entuzijazma. Oni odlaze do Taijeva stana gdje Tai, u nevjerici, ali i u razmišljanju o roditeljskoj reakciji (jer ipak ga nije bilo dosta dugo), okoliša s ulaskom. No, kada uđe, pronađe prazan dom, te na trenutak pomisli kako su se njegovi možda odselili. No, na opće zadovoljstvo dočeka ga njegova mlađa sestra Kari, čudeći se što radi kod kuće tako rano. On tada odlazi provjeriti datum, te, u šoku, ustanovi kako je još uvijek 1. kolovoza, isti dan kada su i otišli u Digitalni svijet. Nakon jela, Kari se igra s Koromonom, a Tai na televiziji uoči Digimona. Kada shvati da ekran prikazuje blizinu njegova doma izleti s Koromonom, no Tyrannomon nestaje. Tada se naglo pojavi Drimogemon, ali i on ubrzo nestaje. U međuvremenu, Kari je izletila za Taijem (unatoč njegovim naredbama) da provjeri što se događa. U tom se trenutku pokazao Ogremon, no zanimljivo je kako su Tai, Kari i Koromon jedini koji ga vide. Također, za razliku od Tyrannomona i Drimogemona, Ogremon ne nestaje već kreće u napad na Taija i Koromona. Koromon Digivoluira u Agumona i uspijeva nekako izbjeći Ogremonove napade da bi ga, posljednjim snažnim napadom, poslao u portal za Digitalni svijet koji se upravo otvorio. Taiju se otvara opcija da ostane ili ode za Agumonom (jer je ovaj bio uvučen zajedno s Ogremonom). U jednom iznimno tužnom trenutku u kojem Kari drži svoga brata za ruku, Tai se ipak odluči za Digitalni svijet jer su tamo njegovi prijatelji i napominje Kari kako će se ubrzo vidjeti.
Tai se vrača u Digitalni svijet i kreće u potragu za ostalima. Pronalazi Tokomona koji mu govori kako su se svi rastali, te kako su Matt i T.K. krenuli zajedno, no kako je Matt također netragom nestao. Tai, Agumon i Tokomon odlaze do T.K.-ja i upoznaju podlog DemiDevimona, sićušnog Digimona na Rookie levelu kojemu je cilj uzurpirati djecu kako se njihovi Simboli ne bi aktivirali. Iako ih isprva uspije prevariti, Agumon (uz Sorinu pomoć) otkriva varku, nakon čega DemiDevimon priznaje svoju laž. T.K. i Tokomon se pomire, a Tokomon Digivoluira u Patamona i otjera DemiDevimona. Tai i T.K. kreću u potragu za Mattom. Nakon što prođu jezero nailaze na restoran kojeg vode Vegiemon i Digitamamon, a kao konobari rade Gomamon i Gabumon. Ovi ih odvode do Joeyja i Matta koji rade kao ispomoć u kuhinji. Kada im ispričaju što se dogodilo, Tai ih poziva da odu, no tada se pojavi Digitamamon koji to zabranjuje. Nakon kratke svađe, Tai i Matt odluče otići, ali Matt ne želi da Joey ide s njima jer ga krivi što je T.K.-ja ostavio samog. Nakon novog sukoba između Taija i Matta, dolazi Digitamamon koji ih, zajedno s Vegiemonom napada. Kako je Digitamamon na Ultra levelu, Mattov Garurumon nije dovoljno jak i tek nakon Digivolucije u WereGarurumona uspijeva poraziti Digitamamona. Sve četvero sada su slobodni i kreću u daljnju potragu. Uskoro dolaze do prekretnice koja im otvara dva puta. Odluče se podijeliti, te tako Tai i Joey kreću svojim, a Matt i T.K. svojim putem.
Uskoro, Tai i Joey dolaze do velikog dvorca u kojem obitavaju Otamamoni i Gekomoni. Tu im oni govore kako moraju služiti svojoj princezi, no Tai i Joey uskoro otkriju kako je ta princeza ni više ni manje nego Mimi, koja im se, zajedno s Palmonom, pokazuje u raskošnoj dvorskoj haljini. Iako sretna što ih vidi, odbija otići s njima, a kada ju Tai uvrijedi, izbaci ih iz dvorca. Na ulazu im Gekomon i Otamamon ispričaju priču kako je Mimi uopće postala njihova princeza i kako ih iskorištava. Tada ih odvode do hrama gdje se, paraliziran, nalazi njihov kralj ShogunGekomon. Tai, Joey i njihovi Digimoni pokušavaju otpjevati pjesmu kako bi ga probudili, no njihovo pjevanje je jednostavno loše i to ne izaziva nikakvu reakciju. Tada smisle plan kako natjerati Mimi da otpjeva pjesmu, te na taj način probudi ShogunGekomona, a ujedno i pođe s njima. Daju Palmonu mikrofon, kojeg spoje na snimač zvuka, a ovaj zamoli Mimi da otpjea pjesmu. No, kada počinje pjevati uoči gomamonovu šapu, a kasnije i kosu, na balkonu svoje sobe. Plan je propao, a Mimi ih je sve pozatvarala u dvorsku tamnicu. Tada se Mimi, usred noći, ukaže Sora i govori joj da ih pusti i otpjeva pjesmu (no ova to zamjeni sa snom). Ipak, odluči ih sve osloboditi i otpjevati pjesmu, tako uspješno probudivši ShogunGekomona. No, ShogunGekomon je pobijesnio i počeo sve razbijati, te su ga Greymon, Ikkakumon i Togemon morali poraziti i srušiti hram u kojem je bio, kako bi ga ponovo smirili, ali time i uspavali. Nakon obavljenog zadatka, Tai, Mimi, Joey i njihovi Digimoni odlaze i susreću se s Mattom i T.K.-jem, koji su uspjeli naići na Izzyja i Tentomona. Jedina koju moraju pronaći je Sora, a potragu za njom započinju nakon sakupljnih informacija koje su dobili od Mimi i Agumona. Soru uskoro pronalaze u šumi, no ona bježi od njih. Nakon što je opkole, ona počinje plakati i ispriča im kako je od DemiDevimona čula značaj svakog od Simbola, ali i to da njezin Simbol ne može postati aktivan jer njezina ljubav jednostavno nije dovoljno jaka. Na koncu ipak pristaje i ponovo se pridruži grupi. Tijekom spavanja napadne ih DemiDevimon, a uskoro dolazi i njegov gospodar i njihov novi neprijaetlj, Myotismon. Nakon što svi pokušaju budu neuspješni, jedino je Birdramon, koji je oslabljen otrovom iz DemiDevimonova napada, sposoban za borbu, no Sora mu ne dozvoljava odlazak u borbu. Njih dvoje se kratko porječkaju, ali tada se naglo aktivira Sorin Simbol i Birdramon Digivoluira u Garudamona i tako ih sve spasi. Djeca dobivaju Myotismonovu poruku preko njegovih tamnih oblaka kako je borba tek počela.
Djeca od Gennaija dobivaju savjete za dalje. Ubrzo odluče inflitrirati Myotismonov dvorac, a za to iskoriste Taijevog Agumona i Miminog Palmona. Nakon što uspiju ući u dvorac krenu u potragu za Myotismonom, no, prije nego što ga mogu zaustaviti da uđe u stvarni svijet, zaustavlja ih Gatmon i skupina Devidramona. Myotismon je u stvarnom svijetu, a oni ostaju u Digitalnom. Djeca nakon svega odlaze do Gennaijevog doma gdje im on daje posebne Digimon karte, slične onima koje je koristio Myotismon, ali ni on sam nema pojma kako ih iskoristiti. Djeca se vraćaju u dvorac, no napada ih Dokugumon. Izzy uspije shvatiti mehanizam upotrebe karata, no jedna je karta viška. Tai, koji je slagao karte, mora odlučiti između karte s likom Agumona i one s likom Gomamona. Nakon što ih obrne, pukom srećom, izvuče kartu s likom Gomamona i na kraju se ispostavi kako je to bila prava karta. Djeca se ponovo vraćaju u stvarni svijet gdje za cilj imaju pronaći osmo dijete, ali i poraziti Myotismona i njegovu vojsku. Vraćeni su na isto mjesto odakle su krenuli, gdje ih njihov učitelj traži i govori im da je zbog snijega kamp otkazan. Svoje Digimone predstavljaju kao plišane igračke i kreću natrag u grad. Tamo Tai zamoli da ih autobus ostavi u njihovoj staroj gradskoj četvrti, na što učitelj nevoljko pristaje. Nakon što poraze Mammothmona i Gesomona, djeca sretno stignu svojim kućama. Kari je u međuvremenu ozdravila i pomaže Taiju da sakrije Koromona od roditelja. Djeca zaključe kako osmo dijete mora biti netko koga poznaju i tko je, u vrijeme kada su Tai i Kari prvi puta susreli Digimone, zajedno s njima živio u njihovoj staroj četvrti. Pronađu svoje razredne knjige (svi osim Taija koji je svoju negdje izgubio) i Joeyju daju za zadatak da pozove svu djecu i ispita situaciju, a oni odlaze u potragu za osmim djetetom. Tai je išao s Izzyjem, te su njih dvojica, nakon što su primijetili da se Tokijski toranj giba, otišli pomoći Sori i Mimi u borbu sa SkullMeramonom. Kabuterimon i Greymon nisu bili dovoljni, tako da je tek nakon Greymonove Digivolucije u MetalGreymona, SkullMeramon poražen.
Djeca nastavljaju potragu za osmim djetetom, a Gatomon i njegov najbolji prijatelj Wizardmon pronalaze Digivice osmog djeteta. Wizardmon uskoro zaključi kako je osmo dijete Kari i odlazi s Gatomonom do njezinog balkona kako bi to provjerio. Tai i Agumon dolaze u obranu Taijeve sestre, no smire se kada im Wizardmon sve objasni. Nakon što potvrde da je Kari osmo dijete, Wizardmon i Gatomon odlaze kako bi od Myotismona ukrali pravi Simbol. No, Myotismon vrlo bro shvati kako su njih dvoje izdajice i odluči ih ubiti. U obranu mu priskaču Tai i Greymon, no Myotismon je jednostavno prejak. Wizardmona baca u more, Gatomona uzima za taoca, a Tai i Agumon moraju se poraženi vratiti kući. Tada Myotismon stovri maglenu sferu oko Odaibe, ne dopuštajući nikome tko se nalazi unutar nje da izađe i počinje otimati djecu kako bi otkrio tko je osmo dijete. Tai, zajedno s ostalom djecom, vodi misiju spašavanja i uspijeva držati Kari na sigurnom sve dok ju Phantomon ne razotkrije. Ubrzo se djeca ponovo okupe i krenu spasiti Kari, no Myotismon je prejak za sve njihove napade. Kada pošalje posljednji fatalni napad na Kari i Gatomona, uskoči Wizardmon i žrtvuje svoj život kako bi spasio njih dvoje. Tada se Gatomon razvije u Angewomona i, koristeći energiju napada ostalih Digimona (uključujući i Taijevog MetalGreymona), ubija Myotismona. No, njihov zadatak nije gotov. Javlja se Gennai s proročanstvom o ultimativnom Kralju tame. Tada se, pomoću energije koju je sakupio dok je još bio Myotismon, Kralj tame budi, ali ne više na svom Ultra levelu, već kao VenomMyotismon, iznimno destruktivni Digimon na Mega levelu. Kako MetalGreymon i WereGarurumon nisu ni približno jaki da ga poraze, Tai i Matt moraju smisliti novi način. Tada ponovo analiziraju Gennaijevo proročanstvo i shvate kako Digimoni njihoog brata i sestre moraju poslati svoje napade na njih. Tai i Matt se uhvate za ruke i obećaju kako će kao prijatelji svladati VenomMyotismona i tada bivaju pogođeni napadima Angemona i Angewomona. Tada Agumon i Gabumon naprave Warp Digivoluciju na Mega level i postaju WarGreymon i MetalGarurumon. Oni zajedničkim snagama otkriju gdje je središte VenomMyotismonove moći i napadnu ga upravo to, tako ga uništviši, ali ovaj put u cijelosti.
Iako misle da je njihov posao gotov, dolazi do destabilizacije odnosa između stvarnog i Digitalnog svijeta što omogućuje da se na nebu stvarnoga svijeta vide dijelovi Digitalnog, te da se određeni Digimoni pojavljuju u stvarnom svijetu i uzrokuju probleme. Djeca, nakon premišljanj, ipak odluče dovršiti svoj zadatak i, predvođeni, ponovo, Taijem, odlaze u Digitalni svijet. Odmah po dolasku djeca primijete kako je Digitalni svijet u rasulu, te vrlo brzo upoznaju četiri Gospodara tame: moćnog gospodara mora MetalSeadramona, omalenog i lukavog gospodara šuma Puppetmona, hladnokrvnog gospodara gradova i strojeva Machinedramona i zlokobnog gospodara tame Piedmona. Ujedinjene snage 8 Digimona nisu niti približno dovoljne i djecu od sigurne smrti spasi Piximon, koji mora žrtvovati svoj život radi njih. Djeca, predvođena Taijem kreću u borbu protiv Gospodara tame. Prvo dolaze na Shellmonovu plažu, koja je sada pod nadležnošću MetalSeadramona, no vrlo brzo bivaju zarobljeni od strane Scorpiomona (svi osim Joeyja i Mimi). Uskoro to dvoje spase ostatak, trenutak prije nego MetalSeadramon zapali kućicu u kojoj su bili zarobljeni i pobjegnu, no u moru ih napada MetalSeadramon. Ovaj put ih spasi Whamon i odvodi ih u dubine gdje su, bar privremeno sigurni. Tamo Izzy otkrije način kako WarGreymon može poraziti MetalSeadramona i to priopći Taiju koji napravi plan. Whamon ih odvede na površinu i započinje borba s MetalSeadramonom. Nakon što MetalSeadramon ubije Whamona, koji je pomagao WarGreymonu, ovaj, kako bi osvetio prijatelja, napadne MetalSeadramona i uspije ga poraziti. Djeca naprave grob za poginule prijatelje i krenu u šumu gdje ih čeka Puppetmon. Puppetmon odmah po njihovom dolasku uzrokuje velike probleme pomoću lutaka i daljinskog upravljača tako što razdvaja djecu i pomoće tlo šume. Vrlo brzo otme T.K.-ja, no ovaj mu uspijeva pobjeći. Matt je, u međuvremenu, izvan sebe i nasrće na Soru jer je Birdramon ubio Kiwimona. Tai skače u njezinu obranu i pokuša smiriti Matta, no ovaj se smiri tek kada se T.K. vrati. Tai je jedan od prvih koji mu je čestitao na hrabrosti i samostalnosti, zbog čega je Matt, rastužen napustio grupu. Tai je bio prvi koji je digao uzbunu i napao je Joeyja što ga nije zaustavio. Matt se uskoro sastao s Cherrymonom koji ga je izmanipulirao da se mora boriti s Taijem. MetalGarurumon napadne WarGreymona, a Tai i Matt započnu tučnjavu. Moguća stradavanja prekinulo je svjetlo koje im je, preko Kari, pokazalo kako su baš oni postali Izabrana djeca, te kako su ih njihovi Digimoni čekali. Nakon toga, Matt napušta grupu želeći dati sebi odgovore na neka pitanja, a ubrzo odlazi i Mimi, koju prati Joey. Preostalih petoro odluče, po Taijevom nagovoru, otići do Puppetmonove kuće. Kada ga vide kako se vraća, započnu ofenzivu na njega i uskoro ga svladaju. No, on aktivira svoj dom koji se pretvori u drvenog diva koji bez problema svlada djecu i njihove Digimone. Dok Tai pokušava ostale odvesti na sigurno, Puppetmon bježi, no presretne ga MetalGarurumon, koji ga ubije. Div se raspadne, a Tai shvati kako je Matt porazio Puppetmona i otrči u tom smjeru, no Matt ipak odlazi.
Šuma nestane, a njih se petero uputi prema gradu kojim upravlja Machinedramon. Na putu se razboli Kari, što Taija podsjeti na događaj iz djetinjstva. Smjeti ih u vilu, a on s Izzyjem odlaži potražiti lijek. No, Machinedramon sazna za njihiv dolazak i šalje vojsku na njih. Iako uspiju pronaći lijek, ne uspijevaju im pobjeći, te ovi svaku puta otkriju gdje se nalaze. Izzy ubrzo zaključi kako je to zbog spajanja na mrežu, te ju omete, stovrivši opću pomutnju. Machinedramon tada započinje Planz Z, odnosno plan uništenja grada. Tai i Izzy brzo odlaze do vile i odhanu kada vide da je čitava, no baš u trenutku kada Tai krene prema vili doleti raketa i uništi ju. Tai je shrvan, no tada se iz grma pojave Sora, T.K. i Kari, koji su izašli kada su čuli eksplozije. Tai je presretan, no tada dolazi Machinedramon i napada ih svojim Giga topom i uništi ulicu, te ih pošalje u podzemlje grada. Tamo se ponovo razdvoje i završe na različitim mjestima. Izzy i Tai lutaju jednimn od hodnika i susreću nepoznatog Digimona. Odlume svađu kako bi se suptilnije sakrili, ali ubrzo ustanove kako je to Andromon, koji se također bori protiv Machinedramona. Ubrzo se susretnu s ostatkom grupe, ali i s Machinedramonom. Nakon što ubije Numemone koji su stali u njihovu obranu, svjetlost koja je obuzela Kari manifestirala se u obliku energije i omogućila Agumonu da Digivoluira u WarGreymona. WarGreymon napadne Machinedramona i, u samo jednom napadu, uspije ga ubiti. Djeca odlaze na površinu i gledaju kako grad nestaje, te se spremaju za put na vrh Spiralnog brda gdje ih čeka Piedmon.
"Svečani doček" na Spiralnom brdu priuštila im je LadyDevimon, jedna od Piedmonovih sluga, koja im je stvorila velike probleme. Kako Tai nije želio umarati Agumona zbog predstojeće borbe s Piedmonom, MegaKabuterimon i Angewomon su preuzeli borbu, a Tai je poslao Soru da potraži ostale. Nakon oštre borbe između dva ženska Digimona, koja je sve ostavila iznimno začuđene (uključujući i Andromona), Angewomon je proazila LadyDevimon, što je uzrokovalo veselje cijele skupine. No, veselje je prekinuo Piedmon koji je napustio svoj dom kako bi "dočekao" djecu. Taijev WarGreymon evidentno nema prevelike izglede protiv Piedmona, zbog čega Tai stalno zaziva Mattov dolazak. U trenutku kada Piedmon skoro ubije WarGreymona, dolazi Matt i ostatak grupe, te MetalGarurumon daje dodatnu snagu WarGreymonu. Piedmonu je sada malo teže, no još uvijek, zanimljivo, nema prevelikih problema i, u jednom trenutku, počinje na djecu bacati velike bijele plahte. Te plahte pretvore djecu i Digimone u privjeske za ključeve koje Piedmon pomno sakuplja. Djeca bježe, a T.K., Kari i Patamon su jedini koji se uspiju izvuči. Uskoro Angemon Digivoluira u MagnaAngemona i pošalje Piedmona, naizgled, u smrt. Djecu i Digimone vrati u njihova normalna stanja, no tada se vraća Piedmon i šalje vojsku Vilemona na djecu i njihove Digimone. MagnaAngemon upotrijebi svoj napad kako bi otvorio portal za Tamnu zonu i tu šalje Vilemone, a uskoro, nakon zajedničkog napada MetalGarurumona i WarGreymona, i samog Piedmona. Djeca misle kako je njihov zadatak gotov, no tama u Digitalnom svijetu ne nestaje. Izzy dobiva poruku od Gennaija kako im je preostao još jedan neprijatelj.
Svijet oko njih nestane, a oni se nađu u nekakvom beskonačnom svemirskom prostranstvu. Tamo im se obraća Apocalymon, demonski Digimon odbačen od Digitalnog svijeta koji se želi osvetiti. Vrlo brzo porazi sve pokušaje Digimona, uništi njihove Digiviceove i Simbole, te u njih, pa čak i u uvijek hrabrog Taija, usadi strah i nepovjerenje (iako je Tai najduže izdržao). Uskoro počinje mrmljati nekakvu čaroliju i djeca polako nestaju. Vrlo brzo, oni bivaju uništeni i stvore se u nekakvom međusvijetu punom podataka (tzv. binarni zatvor). Tamo djeca u potpunosti izgube nadu, no ohrabre ih njihovi Digimoni i oni se uspiju vratiti, izazivajući šok kod Apocalymona. Tada, bez pomoći Digivicea i Simbola, njihovi Digimoni Digivoluiraju i uspiju poraziti Apocalymona i tako spasiti Digitalni svijet.
Ubrzo se vrate u stvarni Digitalni svijet kako bi provesli posljednje trenutke sa svojim Digimona. Tai se zahvali Agumonu na svim pustolovinama i na stalnoj potpori koju je dobivao, te se na kraju, svi zajedno, oproste od svojih Digimona i Gennaija, i odu u tramvaju sa Seadramonovog jezera natrag u svoj svijet.

### Naša ratna igra!
Na početku filma možemo vidjeti Taija, koji ima istu odjeću kao i u animeu, samo je maijca dugih rukava, kako piše pismo isprike Sori, no slučajno ga potipše sa "S ljubavlju", umjesto s "Od". Njegova sestra Kari, koja se priprema za rođendansku zabavu svoje prijateljice na kojoj ju mađioničar treba prepiliti napola, slučajno pošalje mail što izazove burnu i nervoznu reakciju kod Taija zbog potpisa kojeg je ostavio u pismu. No, odjednom se na internetu pojavi čudni, nepoznati Digimon koji počinje stvarati velike probleme. Zbog njega Taijev mail nije stigao do Sore. Uskoro kod Taija dolazi Izzy koji kontaktira Gennaija za pomoć. Gennai šalje Agumona i Tentomona, a Tai i Izzy pokušavaju kontaktirati ostalu djecu. Sora se ne javlja, Mimi je na ljetovanju, Joey na ljetnoj školi, Kari na rođendanu, a Matt i T.K. u posjetu kod bake, no oni nekako uspjiu dobiti poruku, te odlaze u lokalni brijačnicu kako bi se spojili na internet. Zanimljivo je kako u ovom filmu možemo vidjeti T.K.-ja u njegovoj odjeći iz druge sezone. Uskoro Gabumon i Patamon odlaze pomoći u borbi protiv Infermona, koji je bez većih problema porazio Greymona i Kabuterimona.
Uskoro je Izzy otkrio kako je Infermon na Ultra levelu, te da je preskočio Champion level prilikom rapidne Digivolucije. Patamon i Tentomon tada pokušavaju napraviti Ultra Digivoluciju, no Infermon ih eliminira iz borbe prije nego što uspiju. Agumon i Gabumon tada naprave Warp Digivoluciju u WarGreymona i MetalGarurumona, no Infermon je također Digivoluirao na Mega level, u Diaboromona, iznimno brzog i moćnog Digimona koji nema većih problema s Taijevim i Mattovim Digimonima. Zanimljivo je kako se tijekom borbe s Diaboromonom Taijevo računalo isključilo, zbog čega su izgubili dragocijeno vrijeme za borbu dok se računalo nije ponovo pokrenulo. Uskoro vidimo kako milijuni djece diljem svijeta prate borbu preko interneta i Taiju i Izzyju, na Taijevu mail adresu, šalju mailove podrške. No, ti mailovi samo usporavaju WarGreymona i MetalGarurumona, što stvara velike probleme. Diaboromon je u međuvremenu upao u Pentagonov sustav i aktivirao dvije nuklearne rakete koje je usmjerio prema Coloradu, gdje je boravio Willis, i prema Taijevoj kući u Tokiju. Ubrzo se i višestruko umnožio i započeo odbrojavanje do eksplozije rakete. Diaboromon je tijekom borbe uspio umrtviti dvojicu Digimona, no Tai i Matt su nekako uspjeli ući u Internet i oživjeti svoje Digimone. Uskoro su, uz pomoć novog vala energije i snage, WarGreymon i MetalGarurumon izveli fuzijsku Digivoluciju i Digivoluirali u Omnimona. Omnimon je bio dovoljno snažan da eliminira Diaboromona, no ovaj mu je bježao koristeći brzinu. Tada se Izzy dosjetio da sve mailove podrške preusmjeri na Diaboromona kako bi ga usporio, što se i dogododilo. Diaboromon je postao nepokretan, a Omnimon je, tik prije isteka vremena, svojim mačem uspio ubiti Diaboromona i spasiti Tokijo od nuklearne eksplozije. Raketa je kasnije pala u Tokijski zaljev ne detoniravši se. Na kraju saznajemo kako je Sora ipak dobila Taijev mail, te kako su se njih dvoje pomirili.
Tijekom svibnja 2000., Tai se, zajedno s ostalom djecom, vratio u Digitalni svijet i predao moć svog Simbola Hrabrosti kako bi postavio zaštitnu barijeru u Digitalnom svijetu. Kao posljedica toga, Agumon se nije mogao razviti u MetalGreymona i WarGreymona.

## Digimon Adventure 02
U trogodišnjem periodu, Tai je uspio sazrijeti i fizički, ali i, što je bitnije, psihički. Izgubio je dobar dio svoje brzopletosti i tvrdoglavosti, te je shodno s time počeo racionalnije razmišljati o svojim odlukama, a ponajviše o njihovim posljedicama.
U drugoj sezoni Car Digimona započinje svoju strahovladu u Digitalnom svijetu pomoću svojih Crnih prstenova. Partneri Izabranih iz prve sezone nisu iznimka, te se Agumon i Gatomon (što vidimo u prvoj epizodi) jedva spašavaju od naleta prstenova. Tai ubrzo dolazi u Digitalni svijet na Agumonov poziv kako bi pomogao, no problem je taj što Agumon ne može napraviti digivoluciju u Greymona. Ubrzo ih istraživanje dodovi do spilje u kojoj se nalazi Armor-jaje Hrabrosti. Tai, kao nositelj Simbola Hrabrosti, pokušava podignuti jaje, no jedino što izazove je aktivacija nepoznatog svjetla koje poleti izvan spilje. Jaje je ostalo na mjestu. Isto to pokušaju i Kari i T.K., no bezuspješno. Uskoro u Digitalni svijet dolazi Davis, Taijev bivši suigrač, te Tai kaže njemu da pokuša podignuti jaje. Na opće čuđenje, on u tome uspije i iz jaja izađe Veemon. Uskoro grupu napada Monochromon, a Davis iskoristi Armor-jaje da Veemon digivoluira u Flamedramona, koji uspješno pobjeđuje Monochromona i tako spašava skupinu. Nakon završene borbe, Tai daje svoje naočale Davisu, čije su naočale pukle tijekom borbe, čime ovaj neslužbeno postaje vođa nove generacije Izabranih.
Tijekom daljnih epizoda, Taija možemo povremeno vidjeti kako pomaže novim Izabranima i kako, zajedno s ostatkom prvih Izabranih, preuzima ulogu mentora, ponajviše Davisu, koji je najsličniji njemu od prije tri godine. Posebnu ulogu Tai ima u dvije epizode u kojima Car Digimona otme Agumona kako bi na njemu testirao svoju novu Vražju spiralu. Tai oodlazi u Digitalni svijet kako bi spasio Agumona, u čemu isprva uspijeva (jer ovaj bježi uz Wormmonovu pomoć). No, Car Digimona se ubrzo vraća i uspijeva na Agumona nataknuti Vražju spiralu, te ovaj napadne Taija. Nakon toga Car Digimona uspijeva u tzv. tamnoj digivoluciji pomoću koje Agumon postaje MetalGreymon virus tipa i, pod kontrolom Cara Digimona, započinje uništavanje Digitalnog svijeta. Tai, uz pomoć ostalih Izabranih i Matta, koji je nedavno pristigao, pokušava govorom preobratiti MetalGreymona, no Vražja spirala je prejaka. Tada Davis uspije podignuti Armor-jaje Prijateljstva (što mu nije uspjelo iz prvog puta) i iskoristiti ga kako bi Veemon digivoluirao u Raidramona. Raidramon, uz Garurumonovu pomoć uspijeva uništiti Vražju spiralu i tako spasiti Agumona.
Taijeva uloga postaje značanija tijekom božićne invazije Digimona. Arukenimon i Mummymon su uspjeli stvoriti Crne tornjeve u stvarnom svijetu, što je Digimonima omogućilo ulazak u taj isti svijet. Tai je sa svojim prijateljima pozvan na natjecanje sastava na kojem svira i Mattov sastav. Prije samog početka natjecanja, Tai daje podršku Sori da Mattu preda tortu koju mu je spremila. Ovo je jedna od situacija u kojoj se najviše ogleda njegova zrelost. Tijekom natjecanja Digimoni napadnu šator i dvoranu gdje se natjecanje održava i na taj ga način prekidaju. Nakon što novi Izabrani unište Crni toranj, prva generacija Izabranih pomaže u vraćanju Digimona u Digitalni svijet.
Nakon što su se Crni tornjevi pojavili u cijelom svijetu i nakon što je izbio opći kaos, Tai sudjeluje u asistenciji Izabranoj djeci diljem svijeta. T.K. i on odlaze u Pariz kao bi tamošnjim Izabranima pomogli u vraćanju Digimona. Tamo ih dočeka T.K.-jev djed i nudi im prijevoz. No, kada vidi da je svjetlo u Versaillesu upaljeno, staje i kreće unutra, tvrdeći da kao pravi Parižanin ne smije nešto takvo dopustiti, zanemarujući tako molbe svog unuka i Taija. Na njihovu sreći, Digimoni koji su izazivali probleme bili su upravo tu. To su bila trojica braće Mamemona - Mamemon, BigMamemon i MetalMamemon. Njih su troje oteli Catherine i njezinog Floramona, te započeli privatnu zabavu u dvorcu. Uz manje štete u samom dvorcu, Tai i T.K. uspijevaju osloboditi Catherine i borbu prenijeti van dvorca. Tamo im braća Mamemon, koji su na Ultra levelu, predstavljaju mali problem. No, kako su dobili Azulongmonovu energiju, i Patamon i Agumon uspijevaju Digivoluirati na Ultra level i poraziti braću Mamemon, te novog neprijatelja - Giromona. Usjpešno uništavaju Crni toranj i vraćaju Digimone natrag u Digitalni svijet. Kao izraz zahvalnosti, Tai i T.K. poljube Catherine u obraze, čestitajući joj na taj način Božić (na francuskom). 
Posljednja Taijeva pojavljivanja bila su u posljednjim epizodama sezone kada BlackWarGreymon uspijeva doći u stvarni svijet kako bi se suočio s Oikavom. Azulongmon daje Agumonu dodatnu energiju u ovaj uspije napraviri warp digivoluciju u WarGreymona i odlazi u stvarni svijet kako bi se suočio s BlackWarGreymonom. Iako isprva pokušava pričom, BlackWarGreymon, u naletu bijesa, odbija razgovor i započinje borbu u kojoj se pokaže kao bolji protivnik. No, tada tolazi Imperialdramon Fighter Mode i pomaže WarGreymonu. BlackWarGreymon, Digimon koji do tog trenutka nije izgubio nijednu borbu, doživljava poraz od strane ujedinjenih snaga tih dvaju Digimona i pošteno priznaje svoj poraz. Nakon kratkog razgovora s Agumonom, Veemonom i Wormmonom BlackWarGreymon odlazi s izjavom kako će pokušati malo uživati u životu. Taija i WarGreymona ponovo vidimo kada se BlackWarGreymon vraća kako bi se konačno sukobio s Oikavom i spasio djecu od njegovog plana. Ovaj put se tako i događa, a WarGreymon se, svjestan opasnosti i ozbiljnosti situacije ne miješa. Nažalost, BlackWarGreymon je u toj bitci poginuo u pokušaju obrane Codyjevog djeda od napda kojeg je lanisirao MaloMyotismon u Oikavinom tijelu. BlackWarGreymon je nakon tog fatalnog napada shvatio o kome se zapravo radi i tko je pravi protivnik Izabranih. Kao svoj posljednji čin, žrtvovao je svoju energiju i podatke kako bi zatvorio vrata za Digitalni svijet i Dragomonovo more koja su se nalazila u zapadnom dijelu grada, čime je Oikavi (a time i MaloMyotismonu) onemogućio normalan ulazak u Digitalni svijet. Ova je žrtva bila popračena WarGreymonovim dozivanjem njegova imena i tugom svih prisutnih. Svi su shvatili kako BlackWarGreymon nije bio negativac.
U epilogu druge sezone saznajemo kako je Tai 2027. godine, zajedno s Agumonom, postao ugledni diplomat i predstavnik za odnose s Digimonima pri Ujedinjenim narodima. Saznajemo kako je i oženjen (iako ne za koga), te kako ima sina čiji je partner Koromon.

### Hurricane Touchdown/Supreme Evolution! The Golden Digimentals
U ovom je filmu Tai uhvaćen zajedno s ostalom Izabranom djecom iz prve generacije i poslan u drugu dimenziju. Zahvaljujući Wendigomonu, Tai se postepeno pomlađivao dok nije došlo do njegovog oslobođenja.

### Diaboromon uzvraća udarac
U ovom filmu Tai preuzima ulogu vođe sve Izabrane djece, i iz prve i iz druge generacije. No, kao što je bilo tijekom prve sezone, Izzy ima više znanja o trenutnim događanjima i bolje razumije cjelokupna događanja. Kada Tai sazna da je Diaboromon uspio preživjeti, odluči otići na Internet i riješiti se Diaboromona jednom za svagda.
Tai i Matt odlaze na Internet da se bore s Diaboromonom. Njihovi partneri, WarGreymon i MetalGarurumon, naprave DNA Digivoluciju u Omnimona i bez većih poteškoća poraze Diaboromona. No, stvari nisu ipak bile toliko lake. Nakon Diaboromonovog poraza, u stvarni svijet, iz Interneta, dospije velik broj Kuramona koji se spoje u Armageddemona. Uz pomoć Angewomon, Omnimon uspije izaći iz Interneta i poslati snažan udarac koji, neovisno o tome je li mogao ubiti Armageddemona ili ne, promaši metu za par milimetara. Tai i Matt padnu s ramena svog Digimona, a kada se ustanu ne mogu vjerovati s kolikim se čudovištem moraju boriti. Omnimon ponovo napada Armageddemona, no u ovoj borbi Armageddemon pokazuje svu svoju snagu i bez većih problema pobjeđuje Omnimona.
Tai počinje gubiti nadu kada pogleda svog poraženog Digimona, za kojeg su mnogi mislili da je najjači što su ga ikada imali. Uskoro Armageddemon ispali snažan napad koji Taija i Matta ostavi nepokretne. Uskoro dolazi Sora koja uspije "probuditi" Taija, te se ovaj, osviješten, počinje ponovo nadati i svu svoju nadu usmjerava na Imperialdramona, drugog najjačeg Digimona nakon Omnimona.
No, Imperialdramon je izgubio još brže nego Omnimon. U općem beznađu, Omnimon predaje Omni-sablju Imperialdramonu u Paladin Modeu i ovaj uspije poraziti Armageddemona. No, nakon toga se počinju masovno pojavljivati Kuramoni, što predstavlja novu opasnost. Tai, Matt i Sora tada iskoriste moć svojih Digivicea kako bi bez većih poteškoća uništili Kuramone, i tako spasili situaciju.

## Igre
- U igri Digimon Tamers: Brave Tamer, Ryo Akijama ima mogućnost spasiti ili Taija i Agumona ili Davisa i Veemona. Ako spasi Taija od Etemona, dobiva Agumona za svog novog partnera.
- Tai se pojavljuje kao Agumonov partner u igrama Digimon Battle Spirit, Digimon Tamers: Battle Spirit Ver. 1.5 i Digimon Rumble Arena.
- Nakon što igrač pobijedi A u igri Digimon Digital Card Battle, Tai se pojavljuje u Beginner Cityju kao novi protivnik. Nakon što igrač pobjedi Taija, dobiva svoje drugo Armor jaje.
- Tai se s Agumonom pojavljuje i u nekoliko poglavlja i sekcija igre Digimon Tamers: Digimon Medley.

## Zanimljivosti
- Tai ima četiri pjesme koje je otpjevao na službenom soundtracku: "Yuuki o Tsubasa ni Shite", "Atarashii Taiyou" i "Towa ni Tsuzuke!!" su pjesme koje pjeva on sam, a pjesmu "Team" izvodi s Agumonom.
- Taijevi roditelji, Susumo (otac) i Juuko (majka) imaju ista imena kao i glumci koji su im posudili glasove: Susumu Chiba daje glas Susumu Jagamiju, a Juuko Mizutani Juuki Jagami.
- Američki glumac, Joshua Seth, nije ponovo posudio glas Taiju i filmu Diaboromonova osveta.
- Tai i Kari su jedini od Izabrane djece koji imaju ljubimca, i to mačku po imenu Miko.

## Vanjske poveznice
- Tai Jagami na Digimon Wiki